# Irisberto Herrera
Irisberto Herrera (Las Tunas, 7 dicembre 1968) è uno scacchista cubano naturalizzato spagnolo.
Ha vinto il Campionato giovanile di scacchi cubano nel 1986 ed il Campionato assoluto cubano, alla pari con Julio Becerra, nel 1996. 
Il suo rating FIDE di gennaio 2008 è di 2458 punti Elo. 
Da diversi anni si è trasferito in Spagna e gioca per la federazione spagnola in tutte le competizioni. 